# Marcel Léger (homme politique, 1930-1993)
Pour les articles homonymes, voir Léger et Marcel Léger.
Marcel Léger, né à Montréal le 8 juin 1930 et mort à Québec le 5 février 1993, est un homme politique québécois.
Il a été journaliste au quotidien montréalais Le Devoir, pdg de la société Lumen, pdg de Sifar, gérant chez Procter & Gamble, administrateur de caisse populaire, enseignant, directeur d'école et bénévole local.
Élu député du Parti québécois dans la circonscription de Lafontaine en 1970, il est l'un des sept premiers députés de ce parti souverainiste à l'Assemblée nationale du Québec.
Réélu en 1976 et 1981, il devient ministre de l'Environnement et du tourisme dans le cabinet René Lévesque et Pierre-Marc Johnson. Il participe ensuite à la création du Parti nationaliste, dont il assume la direction en 1984. 
Défait en 1985, il fonde, l'année suivante, la firme de sondage Léger et Léger, qu'il dirige avec son fils Jean-Marc Léger. 
Marcel Léger est le père de Nicole Léger, députée de Pointe-aux-Trembles et ministre de la Famille dans le cabinet Pauline Marois, de Francine Léger, vice-présidente, Vasco Design International,, de Françoise et d'Hélène Léger.
Il est l'auteur de Le Québec en question et de Parti québécois : Ce n'était qu'un début...; ce dernier ouvrage relate sa carrière politique au cours de 1968 à 1986. Il est aussi président de la fédération des Acadiens du Québec et le directeur de la section franco-canadienne d'Amnistie internationale. 
Marcel Léger est mort le 5 février 1993 à Québec à l'âge de 62 ans.
La réserve écologique Marcel-Léger a été renommée en son honneur.